# Applet
In informatica il termine applet (neologismo degli anni novanta, composto aplologico di application e let, usato in italiano al maschile e traducibile come "piccolo programma") indica un programma che viene eseguito come "ospite" nel contesto di un altro programma, detto per questo container, su un computer client (elaborazione lato client). In altre parole, un applet è un programma progettato per essere eseguito all'interno di un programma-contenitore; ne consegue che l'applet non può essere eseguito indipendentemente da un altro programma.

## Descrizione
Il termine è stato introdotto sin dal 1993 con gli Applescript, anche se, oggigiorno, è comunemente riferito agli applet Java, ospitati ("fatti girare" nel gergo informatico) da un browser.
Esempi di applet sono Adobe Flash e Windows Media Player quando utilizzati come elementi oggetto all'interno di pagine web.
Gli applet presentano in genere qualche forma d'interfaccia utente. Questa è la caratteristica che le distingue da programmi scritti con linguaggi di scripting (ad esempio JavaScript) i quali, anche se eseguiti nel contesto di un programma ospite sul client, non vengono generalmente considerati applet.
Il programma "ospite" eseguito nel contesto di un altro programma su di un computer server è invece definito Servlet (elaborazione lato server).